# Hugel et fils
Hugel et fils, à Riquewihr, est l'un des principaux producteurs de vin d'Alsace.
Fondée en 1639 et encore en activité, sa longévité lui permet de faire partie de l'Association des Hénokiens. Cette maison vinifie des vins haut de gamme de ses propres vignobles et commercialise, en tant que négociant en vin, la production de viticulteurs sélectionnés et sous contrat à long terme. Fortement implantée sur les marchés étrangers, elle exporte près de 80 % de ses vins. La famille Hugel est membre des Primum Familiæ Vini.

## Histoire

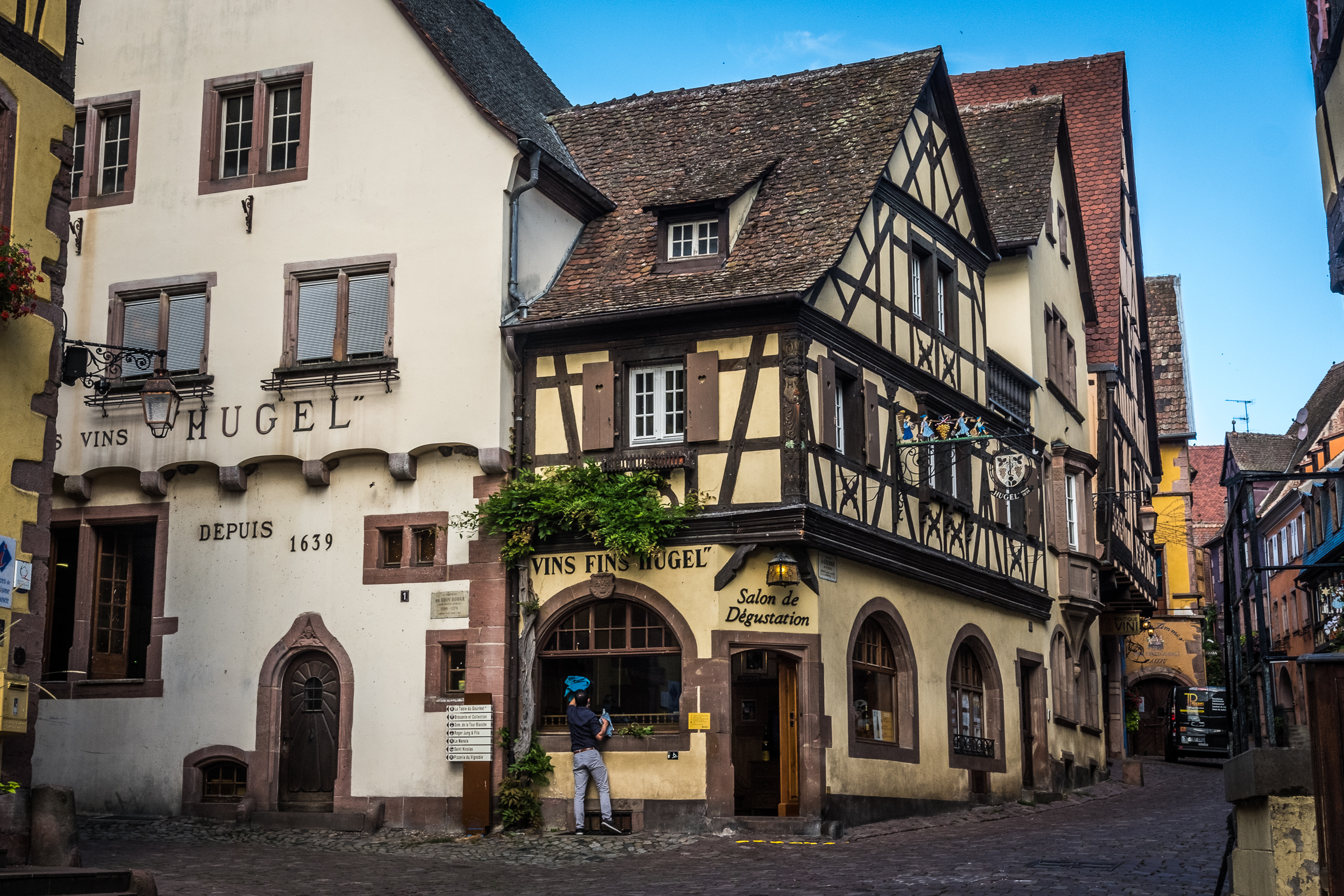
Hugel et fils à Riquewihr depuis 1902.

Cette maison a été fondée à Riquewihr en 1639 par Hans Ulrich Hugel, qui avait dû quitter la Suisse au cours de la guerre de Trente Ans.
Depuis 1575, il était interdit à Riquewihr, sous peine d'amende, de planter et cultiver autre chose que des plants de vignes nobles. Ce qui a permis à ce terroir, jusqu'au début du XVIIe siècle, de produire les vins les plus renommés du Saint-Empire romain germanique. Ce fut au cours des XVIIIe et XIXe siècles que la famille Hugel, par sa compétence de vinificateur et son exigence viticole, se fit une réputation régionale.
De la Révolution française à la guerre de 1870, l'Alsace vit son vignoble plus ou moins délaissé ; l'apparition de l'oïdium, du mildiou et du phylloxéra fut cause d'une baisse de la qualité des vins d'Alsace. En 1902, Émile Hugel s'établit dans le centre de Riquewihr. La fin de la Première Guerre mondiale et le retour de l'Alsace à la France permirent de replanter des cépages de qualité.
Les excellents millésimes de 1921, 1928 et 1929, permirent à la fois de partir à la conquête du marché français et d'envisager des ventes plus importantes à l'étranger. L'exportation pris son véritable essor à partir de 1932 avec une réelle implantation sur les marchés d'outre-mer.

## Vins
La maison Hugel et fils propose six sélections : Hugel qualité, Hugel tradition, Hugel jubilé, Hommage à Jean Hugel, Hugel vendanges tardives et Hugel sélections de grains nobles.
Pour l'élaboration de ces vins, les cépages retenus sont le pinot gris, le pinot noir, le riesling et le gewurztraminer.

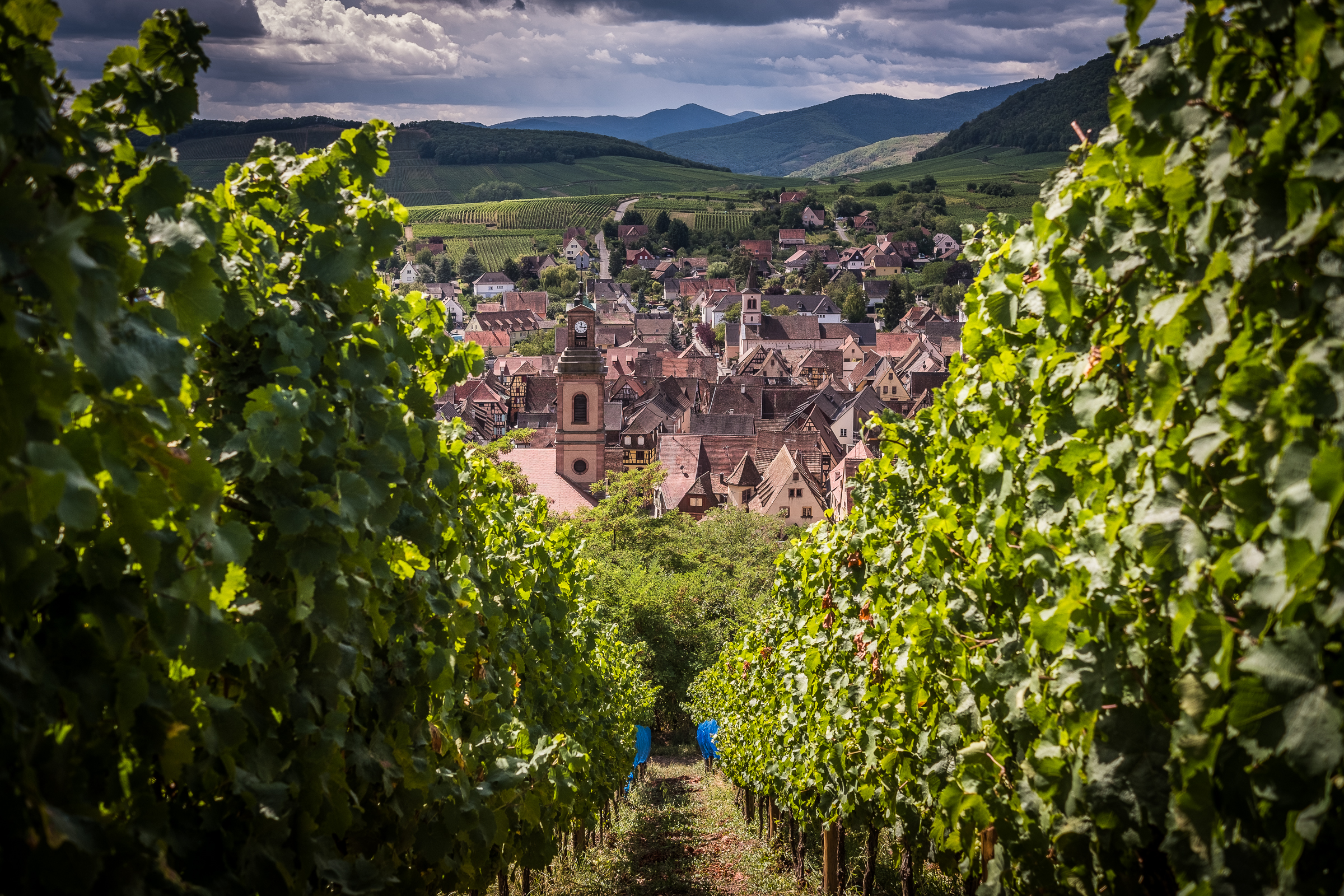
Vue de Riquewihr depuis le grand cru Schoenenbourg.
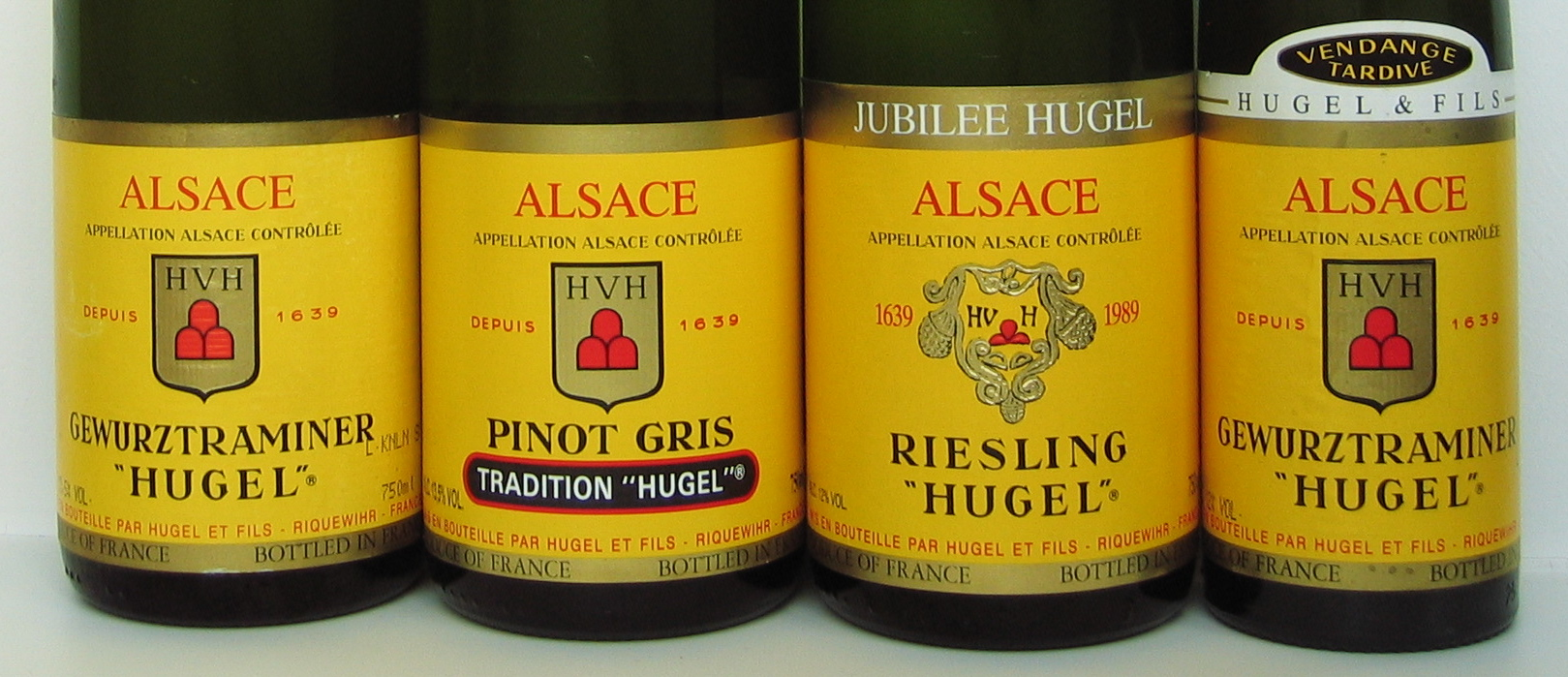
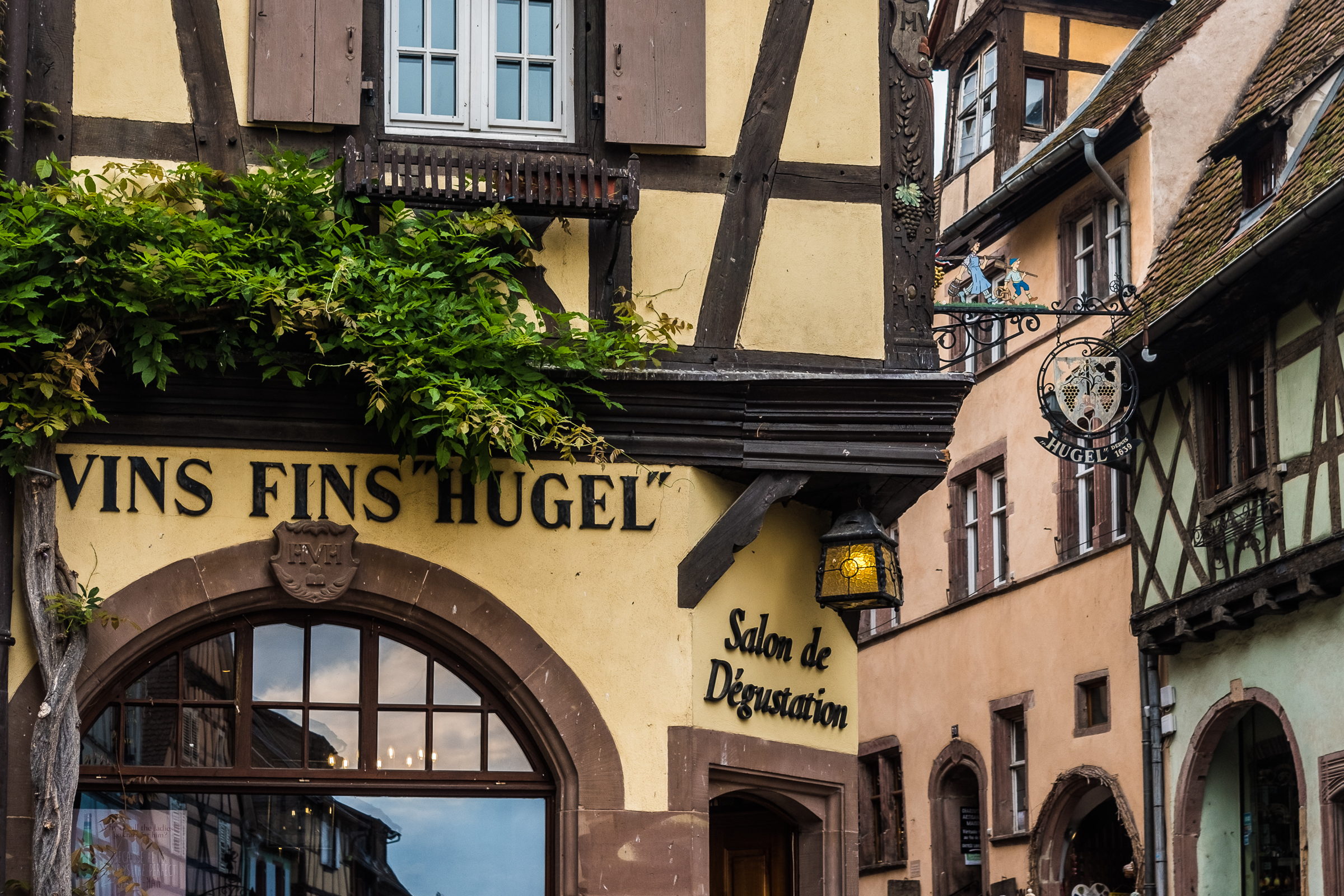